# América Sports
América Sports es un canal de televisión por suscripción argentino enfocado en los deportes. Principalmente, se encarga del mundo automotor, de los deportes extremos y emergentes.

## Historia
El 3 de abril de 1989, inició sus transmisiones, a través del cableoperador Cablevisión, de ahí su nombre Cablevisión Sports, más conocido como CV Sports, su lema publicitario, era: Todo deportes, sólo deportes. El canal era operado por el Departamento Satelital del citado cableoperador.
En marzo de 1991, Eduardo Eurnekian, dueño de Cablevisión Argentina, creó la Corporación Multimedios América, en donde agrupa todos los medios de comunicación que poseía, tales como: Cablevisión, América TV, la recién adquirida Radiodifusora El Carmen S.A., además de Radio América AM 1190, AM 1030 del Plata, Aspen 102.3, FM Sport 98.3 y FM 95.1 Del Plata, además del Diario El Cronista Comercial y Pramer, hoy AMC Networks International, desde 1993.
A partir de 1993, la Corporación Multimedios América, crea como empresa independiente Pramer (Productora América), que se dedicaba a la producción y distribución de los canales que operaba Cablevisión a todo el territorio argentino y países limítrofes.
En 1996, el canal comenzó a denominarse América Sports, debido a una unificación en los canales del grupo, una nueva identidad con la fuerte presencia de los 4 cuadrados de colores, del logo del canal platense.
En 1998, Eduardo Eurnekian vende la productora a la empresa norteamericana TCI, luego adquirida por Liberty Global.
En marzo de 2005, Cablevisión quitó la señal de su oferta de canales junto con Boca TV, argumentando un reordenamiento de la grilla
En 2007 sufre otro cambio de imagen, intentando abandonar el nombre de América, debido a que ya no pertenecía a su grupo fundador, transformándose en AM Sports en forma gráfica, ya que sus locuciones conservan el nombre de América Sports.
En 2012, fusionan la empresa con Cosmopolitan Television Latin America y MGM Networks Latin American LLC, conformando Chello Media Latin America.
En octubre de 2013 se concreta la venta de Chello Media por parte de Liberty Global, el canal pasa a propiedad de AMC Networks, quien pago más de mil millones de dólares por las diferentes señales que operaba Chello Media a nivel global.
En diciembre de 2015, YAQ Producciones adquiere la señal junto a Canal (á), dado el alto perfil argentino que las señales poseen, el cual no resultaba interesante para la política global de comercialización que encaró AMC Networks, por un monto que se desconoce. Mudan su centro de operaciones técnicas al edificio de Artear.
A los pocos meses Artear, perteneciente al Grupo Clarín, adquiere la productora haciéndose cargo de ambas señales.
El 2 de enero de 2019, América Sports cambia su relación de aspecto de 4:3 a 16:9, y por ende, estrenó nueva imagen, volviéndose a denominar América Sports.